# Wahlkreis Val-de-Marne XI
Der Wahlkreis Val-de-Marne XI ist seit 1986 ein französischer Wahlkreis für die Wahlen zur Nationalversammlung im Departement Val-de-Marne.

## Allgemeines
Der 11. Wahlkreis von Val-de-Marne befindet sich im Nordosten des Departement und besteht zu großen Teilen aus Vororten von Villejuif.
Wie der benachbarte Wahlkreis Val-de-Marne X wurde er viele Jahre lang vom jeweiligen Kandidaten der Kommunistischen Partei vertreten, allerdings bei der Wahl von 2002 vom Kandidaten der Sozialistischen Partei erobert. Wie im Wahlkreis Val-de-Marne X kamen damals zwei linke Kandidaten in den 2. Wahlgang. Der zweitplatzierte Kandidat zog daher seine Kandidatur zurück, so dass Jean-Yves Le Bouillonnec die zweite Runde ohne Gegenkandidaten bestritt.
Am 9. September 2019 verließ die Abgeordnete Albane Gaillot ihre Partei La République en Marche!, im März 2020 auch die Fraktion und war danach fraktionslose Abgeordnete, bis sie im Mai 2020 eines der 17 Gründungsmitglieder der Fraktion Écologie Démocratie Solidarité wurde.

## Abgeordnete des Wahlkreises
| Legislatur- periode | Gewählt | Gewählt                  | Partei                    |
| ------------------- | ------- | ------------------------ | ------------------------- |
| 9.                  |         | Georges Marchais         | Parti communiste français |
| 10.                 |         | Georges Marchais         | Parti communiste français |
| 11.                 |         | Claude Billard           | Parti communiste français |
| 12.                 |         | Jean-Yves Le Bouillonnec | Parti socialiste          |
| 13.                 |         | Jean-Yves Le Bouillonnec | Parti socialiste          |
| 14.                 |         | Jean-Yves Le Bouillonnec | Parti socialiste          |
| 15.                 |         | Albane Gaillot           | La République En Marche   |
| 16.                 |         | Sophie Taillé-Polian     | Génération.s              |

## Wahlergebnisse

### Parlamentswahl 2012
| Kandidaten               | Kandidaten                      | Parteien                                         | 1. Wahlgang | 1. Wahlgang | 2. Wahlgang | 2. Wahlgang |
| Kandidaten               | Kandidaten                      | Parteien                                         | Stimmen     | %           | Stimmen     | %           |
| ------------------------ | ------------------------------- | ------------------------------------------------ | ----------- | ----------- | ----------- | ----------- |
|                          | Jean-Yves Le Bouillonnecgewählt | SOC – Parti socialiste                           | 12.878      | 41,2        | 16.885      | 100,0       |
|                          | Gilles Delbos                   | FG – Front de gauche (Parti communiste français) | 5.942       | 19,0        | 0           | 0,0         |
|                          | Christelle Prache               | UMP – Union pour un mouvement populaire          | 5.278       | 16,9        |             |             |
|                          | Thérèse Patry                   | FN – Front national                              | 2.856       | 9,1         |             |             |
|                          | Christian Métairie              | VEC – Europe Écologie-Les Verts                  | 1.642       | 5,2         |             |             |
|                          | Jorge Carvalho                  | CEN – Mouvement démocrate                        | 885         | 2,8         |             |             |
|                          | Jean-François Harel             | DVD – Unabh.                                     | 567         | 1,8         |             |             |
|                          | Claude Maurier                  | ECO – Alliance écologiste indépendante           | 410         | 1,3         |             |             |
|                          | Ivan Lamouret                   | DIV – Parti Pirate                               | 389         | 1,2         |             |             |
|                          | Elsa Moalic                     | EXG – Nouveau Parti anticapitaliste              | 242         | 0,8         |             |             |
|                          | Emmanuel Thébault               | EXG – Lutte Ouvrière                             | 191         | 0,6         |             |             |
| Gesamt                   | Gesamt                          | Gesamt                                           | 31.280      | 100         | 16.885      | 100         |
|                          |                                 |                                                  |             |             |             |             |
| Ungültige Stimmen        | Ungültige Stimmen               | Ungültige Stimmen                                | 445         | 1,4         | 4.856       | 22,3        |
| Wähler                   | Wähler                          | Wähler                                           | 31.725      | 53,0        | 21.741      | 36,3        |
| Wahlberechtigte          | Wahlberechtigte                 | Wahlberechtigte                                  | 59.907      |             | 59.907      |             |
|                          |                                 |                                                  |             |             |             |             |
| Quelle: Innenministerium |                                 |                                                  |             |             |             |             |

### Parlamentswahl 2017
| Kandidaten               | Kandidaten            | Parteien                                     | 1. Wahlgang | 1. Wahlgang | 2. Wahlgang | 2. Wahlgang |
| Kandidaten               | Kandidaten            | Parteien                                     | Stimmen     | %           | Stimmen     | %           |
| ------------------------ | --------------------- | -------------------------------------------- | ----------- | ----------- | ----------- | ----------- |
|                          | Albane Gaillotgewählt | REM – La République en marche                | 9.681       | 33,6        | 12.511      | 53,6        |
|                          | Djamel Arrouche       | FI – La France insoumise                     | 4.713       | 16,4        | 10.824      | 46,4        |
|                          | Audrey Gaudron        | LR – Les Républicains                        | 2.901       | 10,1        |             |             |
|                          | Hélène de Comarmond   | SOC – Parti socialiste                       | 2.620       | 9,1         |             |             |
|                          | Marianne Jaouen       | ECO – Europe Écologie-Les Verts              | 2.542       | 8,8         |             |             |
|                          | Catherine Dos Santos  | COM – Parti communiste français              | 2.532       | 8,8         |             |             |
|                          | Alexandre Gaborit     | FN – Front national                          | 1.892       | 6,6         |             |             |
|                          | Michelle Gillet       | DLF – Debout la France                       | 315         | 1,1         |             |             |
|                          | Michel Monin          | DVD – Unabh.                                 | 306         | 1,1         |             |             |
|                          | Nolwenn Davoine       | DIV – Union populaire républicain            | 252         | 0,9         |             |             |
|                          | Brahim Djahlat        | DIV – Unabh.                                 | 239         | 0,8         |             |             |
|                          | Christine Mazurier    | EXG – Lutte Ouvrière                         | 209         | 0,7         |             |             |
|                          | David Vannier         | DVG – Unabh.                                 | 203         | 0,7         |             |             |
|                          | Jérôme Carey          | EXG – Nouveau Parti anticapitaliste          | 159         | 0,6         |             |             |
|                          | Jean-François Harel   | DVD – Unabh.                                 | 145         | 0,5         |             |             |
|                          | Nicole Florence       | EXG – Parti ouvrier indépendant démocratique | 82          | 0,3         |             |             |
|                          | Marine Voisin         | DIV – Unabh.                                 | 3           | 0,0         |             |             |
| Gesamt                   | Gesamt                | Gesamt                                       | 28.794      | 100         | 23.335      | 100         |
|                          |                       |                                              |             |             |             |             |
| Leere Stimmzettel        | Leere Stimmzettel     | Leere Stimmzettel                            | 466         | 1,6         | 1.585       | 6,2         |
| Ungültige Stimmzettel    | Ungültige Stimmzettel | Ungültige Stimmzettel                        | 100         | 0,3         | 490         | 1,9         |
| Wähler                   | Wähler                | Wähler                                       | 29.360      | 47,0        | 25.410      | 40,7        |
| Wahlberechtigte          | Wahlberechtigte       | Wahlberechtigte                              | 62.445      |             | 62.446      |             |
|                          |                       |                                              |             |             |             |             |
| Quelle: Innenministerium |                       |                                              |             |             |             |             |

### Parlamentswahl 2022
| Kandidaten               | Kandidaten                          | Parteien                                                            | 1. Wahlgang | 1. Wahlgang | 2. Wahlgang | 2. Wahlgang |
| Kandidaten               | Kandidaten                          | Parteien                                                            | Stimmen     | %           | Stimmen     | %           |
| ------------------------ | ----------------------------------- | ------------------------------------------------------------------- | ----------- | ----------- | ----------- | ----------- |
|                          | Sophie Taillé-Poliangewählt         | NUP – Nouvelle union populaire écologique et sociale (Génération.s) | 14.739      | 48,8        | 17.977      | 63,3        |
|                          | Erwann Calvez                       | ENS – Ensemble ! (La République en marche)                          | 7.663       | 25,4        | 10.413      | 36,7        |
|                          | Martina Gabelica                    | RN – Rassemblement National                                         | 2.514       | 8,3         |             |             |
|                          | Mahrouf Bounegta                    | LR – Les Républicains                                               | 1.142       | 3,8         |             |             |
|                          | Sarah Milamon                       | REC – Reconquête                                                    | 1.085       | 3,6         |             |             |
|                          | Maryvonne Rocheteau                 | DVG – Gauche républicaine et socialiste                             | 1.080       | 3,6         |             |             |
|                          | Jean Couthures                      | DVG – Mouvement des progressistes                                   | 889         | 2,9         |             |             |
|                          | Jocelyn-Pierre Rosaz                | ECO – Parti animaliste                                              | 429         | 1,4         |             |             |
|                          | Christine Mazurier                  | DXG – Lutte Ouvrière                                                | 333         | 1,1         |             |             |
|                          | Zahra Ait Ouali                     | DIV – Unabh.                                                        | 126         | 0,4         |             |             |
|                          | Nicole Florence                     | DXG – Parti ouvrier indépendant démocratique                        | 113         | 0,4         |             |             |
|                          | Pedro Guanaes Netto                 | DSV – Unabh.                                                        | 64          | 0,2         |             |             |
|                          | Namunayao Kahambwe Ziada Mwana-Kusu | DIV – Unabh.                                                        | 3           | 0,0         |             |             |
|                          | Dany-Laure Lavilette                | DVC – Alliance centriste                                            | 3           | 0,0         |             |             |
| Gesamt                   | Gesamt                              | Gesamt                                                              | 30.183      | 100         | 28.390      | 100         |
|                          |                                     |                                                                     |             |             |             |             |
| Leere Stimmzettel        | Leere Stimmzettel                   | Leere Stimmzettel                                                   | 506         | 1,6         | 1.149       | 3,8         |
| Ungültige Stimmzettel    | Ungültige Stimmzettel               | Ungültige Stimmzettel                                               | 139         | 0,5         | 332         | 1,1         |
| Wähler                   | Wähler                              | Wähler                                                              | 30.828      | 47,4        | 29.871      | 46,0        |
| Wahlberechtigte          | Wahlberechtigte                     | Wahlberechtigte                                                     | 64.976      |             | 64.990      |             |
|                          |                                     |                                                                     |             |             |             |             |
| Quelle: Innenministerium |                                     |                                                                     |             |             |             |             |

### Parlamentswahl 2024
| Kandidaten               | Kandidaten                  | Parteien                                        | Stimmen | %    |
| ------------------------ | --------------------------- | ----------------------------------------------- | ------- | ---- |
|                          | Sophie Taillé-Poliangewählt | UG – Nouveau Front populaire (Génération.s)     | 24.447  | 57,4 |
|                          | Nathalie Picot              | ENS – Ensemble pour la République (Renaissance) | 8.494   | 19,9 |
|                          | Sylvie Bouchot              | RN – Rassemblement National                     | 6.093   | 14,3 |
|                          | Cédric Rivet-Sow            | DVD – Unabh.                                    | 1.504   | 3,5  |
|                          | Charles Mariaud             | UDI – Union des démocrates et indépendants      | 1.167   | 2,7  |
|                          | Lydie Cousty                | REC – Reconquête                                | 452     | 1,1  |
|                          | Christine Samson            | EXG – Lutte Ouvrière                            | 319     | 0,7  |
|                          | Sébastien Sugranes          | EXG – NPA – Révolutionnaires                    | 146     | 0,3  |
| Gesamt                   | Gesamt                      | Gesamt                                          | 42.622  | 100  |
|                          |                             |                                                 |         |      |
| Leere Stimmzettel        | Leere Stimmzettel           | Leere Stimmzettel                               | 587     | 1,4  |
| Ungültige Stimmzettel    | Ungültige Stimmzettel       | Ungültige Stimmzettel                           | 217     | 0,5  |
| Wähler                   | Wähler                      | Wähler                                          | 43.426  | 65,7 |
| Wahlberechtigte          | Wahlberechtigte             | Wahlberechtigte                                 | 66.060  |      |
|                          |                             |                                                 |         |      |
| Quelle: Innenministerium |                             |                                                 |         |      |